# Скажені сусіди
«Скажені сусіди» — український комедійний телесеріал 2023 року режисера Олега Борщевського. Прем'єра в Україні відбулася 6 березня 2023 року на телеканалі ТЕТ і згодом на Київстар ТБ і Netflix.

## Сюжет
У сім'ї Середюків нарешті запанував довгоочікуваний спокій: гучні весілля залишилися позаду, а набридливий сусід Тарас зник з горизонту, не витримавши напруження. Тепер Василь і Галина можуть більше уваги приділити одне одному. Але цю гармонію раптово порушує сусідка Оксана, яка привозить із курорту нового чоловіка — колишнього однокласника Василя, який усе шкільне життя докучав йому. Це стає початком нового протистояння. Молодша дочка Середюків, Катя, вагітна. Її чоловік, афрофранцуз Франсуа, вирішує працювати під час яблунівських канікул у місцевій лікарні, адже за фахом він хірург. Однак його сучасні методи не до вподоби головному лікарю Івану Буравчику, який має свої корупційні плани. У бізнесменів Ольги, Ашота та їхньої доньки Гаяне також неспокійно: експресивна родина Кардашян починає справжню війну проти свого бізнес-конкурента.

## Акторський склад

### Головні ролі
- Назар Задніпровський — Василь Середюк
- Леся Самаєва — Галина Середюк
- Поліна Василина — Катерина Середюк
- Джиммі Воха-Воха — Франсуа
- Юрій Горбунов — Назарій Запухляк
- Віра Кобзар — Оксана
- Віталій Іванченко — Тарас
- Інна Приходько — Оля
- Арам Арзуманян — Ашот

## Знімальна група
- Режисери-постановники: Олег Борщевський
- Сценаристи: Ярослав Стень, Богдан Гациляк, Кирило Тимченко
- Оператори-постановники: Максим Баєв
- Художники-постановники: Андрій Бур'яненко
- Продюсери: Ірина Костюк, Надія Коротушка, Кирило Горобець
- Креативні продюсери: Микола Куцик

## Сезони
| Сезон | Епізоди | Епізоди | Оригінальний показ | Оригінальний показ |
| Сезон | Епізоди | Епізоди | Перший показ       | Останній показ     |
| ----- | ------- | ------- | ------------------ | ------------------ |
| 1     | 24      | 24      | 2023               | 2023               |
| 2     | 24      | 24      | 2023               | 2023               |
| 3     | 24      | 24      | 2024               | 2024               |

## Епізоди

### 1-й сезон
| № серії (в сезоні) | Назва серії | Режисер(и)       | Сценарист(и)                                   |
| --- | ----------- | ---------------- | ---------------------------------------------- |
| 1 | «Епізод 1»  | Олег Борщевський | Ярослав Стень, Богдан Гациляк, Кирило Тимченко |
| Коли Тарас іде, Василь придумує план за участю Назарія. Ашот та Олька готуються до приїзду її матері.                                                                         |             |                  |                                                |
| 2 | «Епізод 2»  | Олег Борщевський | Ярослав Стень, Богдан Гациляк, Кирило Тимченко |
| Ставши жертвою чергового жарту Тараса, Василь вирішує звернутися до поліції. Ашот засмучений через переселення Тараса й Оксани.                                               |             |                  |                                                |
| 3 | «Епізод 3»  | Олег Борщевський | Ярослав Стень, Богдан Гациляк, Кирило Тимченко |
| Василь і Галина несамовито готуються до інтерв’ю на телебаченні. Їхня вагітна дочка Катя приїжджає в гості з Франції.                                                         |             |                  |                                                |
| 4 | «Епізод 4»  | Олег Борщевський | Ярослав Стень, Богдан Гациляк, Кирило Тимченко |
| Василь панікує через відсутність Франсуа, не знаючи, що вони з Катею домовилися, щоб його приїзд із Парижа був сюрпризом.                                                     |             |                  |                                                |
| 5 | «Епізод 5»  | Олег Борщевський | Ярослав Стень, Богдан Гациляк, Кирило Тимченко |
| Галина й Оксана просять Василя й Тараса вкласти тимчасове перемир’я в їхній війні розіграшів. Назарій відмовляється рекомендувати кафе Ольки й Ашота.                         |             |                  |                                                |
| 6 | «Епізод 6»  | Олег Борщевський | Ярослав Стень, Богдан Гациляк, Кирило Тимченко |
| Нічне СТО Тараса вибішує Василя. Франсуа відвідує клініку, щоб оцінити якість медичної допомоги в новій країні.                                                               |             |                  |                                                |
| 7 | «Епізод 7»  | Олег Борщевський | Ярослав Стень, Богдан Гациляк, Кирило Тимченко |
| Зіпсовані меблі дають Ашоту та Ольці тимчасову перевагу над Леонідом. Тарас і Василь змагаються, купуючи подарунки своїм дружинам.                                            |             |                  |                                                |
| 8 | «Епізод 8»  | Олег Борщевський | Ярослав Стень, Богдан Гациляк, Кирило Тимченко |
| Побачивши, що Тарас купує парфуми, Василь вирішує, що той зраджує дружину. Ашот соромиться вигляду Ольки, коли до нього навідуються давні друзі, тому бреше про те, хто вона. |             |                  |                                                |
| 9 | «Епізод 9»  | Олег Борщевський | Ярослав Стень, Богдан Гациляк, Кирило Тимченко |
| Оксана заявляє, що хоче розлучення, попри наполягання Тараса, що все це — непорозуміння. Розсердившись на Ашота, Олька ділить їхнє кафе навпіл.                               |             |                  |                                                |
| 10 | «Епізод 10» | Олег Борщевський | Ярослав Стень, Богдан Гациляк, Кирило Тимченко |
| Коли Франсуа починає краудфандингову кампанію, щоб придбати нове обладнання для УЗД в лікарню, Іван вирішує, що знайшов нову схему швидкого збагачення.                       |             |                  |                                                |
| 11 | «Епізод 11» | Олег Борщевський | Ярослав Стень, Богдан Гациляк, Кирило Тимченко |
| Василь вдається до відчайдушних кроків, коли Тарас кидає йому виклик на змаганнях місцевої спілки риболовлі й мисливства за звання найкращого рибалки.                        |             |                  |                                                |
| 12 | «Епізод 12» | Олег Борщевський | Ярослав Стень, Богдан Гациляк, Кирило Тимченко |
| Національна збірна України проти збірної Франції. У всіх жителів Яблунівки футбольна лихоманка — Ашот та Олька отримують можливість заробити, об’єднавши своє кафе.           |             |                  |                                                |
| 13 | «Епізод 13» | Олег Борщевський | Ярослав Стень, Богдан Гациляк, Кирило Тимченко |
| Жителі Яблунівки готуються позмагатись із сусіднім містом у щорічному фестивалі до Дня Незалежності. Тарас теж думає взяти участь.                                            |             |                  |                                                |
| 14 | «Епізод 14» | Олег Борщевський | Ярослав Стень, Богдан Гациляк, Кирило Тимченко |
| Ширяться розмови про те, що Франсуа лікує деяких пацієнтів Івана й поводиться значно професійніше. Тарас і Василь змагаються в ремонті.                                       |             |                  |                                                |
| 15 | «Епізод 15» | Олег Борщевський | Ярослав Стень, Богдан Гациляк, Кирило Тимченко |
| Тарас доглядає за Гаяне, поки її батьки разом з Оксаною бігають у справах. Коли вони з Василем думають, що дівчинку викрали, починається комедія помилок.                     |             |                  |                                                |
| 16 | «Епізод 16» | Олег Борщевський | Ярослав Стень, Богдан Гациляк, Кирило Тимченко |
| Зневірившись, що зможе примиритися з Олькою, Ашот звертається за порадою до Леоніда. Василь зустрічає старого однокласника, який зараз працює колектором і шукає Тараса.      |             |                  |                                                |
| 17 | «Епізод 17» | Олег Борщевський | Ярослав Стень, Богдан Гациляк, Кирило Тимченко |
| Щоб викупити будинок, Василь і Тарас мають швидко зібрати гроші. Тарас вирішує продати автомобіль і зациклюється на потенційному покупці, який здається йому легкою ціллю.    |             |                  |                                                |
| 18 | «Епізод 18» | Олег Борщевський | Ярослав Стень, Богдан Гациляк, Кирило Тимченко |
| Коли спроба чемно переконати нових сусідів продати будинок назад зазнає невдачі, Василь починає діяти агресивніше, щоб змусити їх передумати.                                 |             |                  |                                                |
| 19 | «Епізод 19» | Олег Борщевський | Ярослав Стень, Богдан Гациляк, Кирило Тимченко |
| Коли Ашот позичає в ломбарді ігрову приставку, у нього з Тарасом розвивається нова одержимість. Василь і Галина пропонують імена для дитини Каті й Франсуа.                   |             |                  |                                                |
| 20 | «Епізод 20» | Олег Борщевський | Ярослав Стень, Богдан Гациляк, Кирило Тимченко |
| Невдачі переслідують Василя в день відкриття важливої виставки. Ашот та Олька вирішують, що треба найняти нову працівницю, щоб перемогти Леоніда.                             |             |                  |                                                |
| 21 | «Епізод 21» | Олег Борщевський | Ярослав Стень, Богдан Гациляк, Кирило Тимченко |
| Леонід подає заявку на партнерство з мережею київських ресторанів і заохочує Ольку й Ашота зробити те саме. Іван пропонує Франсуа нову схему.                                 |             |                  |                                                |
| 22 | «Епізод 22» | Олег Борщевський | Ярослав Стень, Богдан Гациляк, Кирило Тимченко |
| Тарас стає ексклюзивним меценатом дитячого фестивалю замість Василя. Ашот та Олька дізнаються, що даремно глузували з Леоніда через те, що він найняв сушиста.                |             |                  |                                                |
| 23 | «Епізод 23» | Олег Борщевський | Ярослав Стень, Богдан Гациляк, Кирило Тимченко |
| Василь дізнається, що йому вручать звання «Заслужений працівник культури», і планує велике свято. Тарас звинувачує Василя через пробите колесо й присягається помститися.     |             |                  |                                                |
| 24 | «Епізод 24» | Олег Борщевський | Ярослав Стень, Богдан Гациляк, Кирило Тимченко |
| Василя заарештовують на місці кривавого злочину за вбивство Тараса. Василь стверджує, що вони закопали сокиру війни — але він забагато випив і нічого не пам’ятає.            |             |                  |                                                |

### 2-й сезон
| № серії (в сезоні) | Назва серії | Режисер(и)       | Сценарист(и)                                   |
| --- | ----------- | ---------------- | ---------------------------------------------- |
| 1 | «Епізод 1»  | Олег Борщевський | Ярослав Стень, Богдан Гациляк, Кирило Тимченко |
| Тарас відчайдушно намагається повернути серце Оксани й урятувати їхній шлюб, а Василь і Галина планують останній крок, щоб нарешті позбутися його.                        |             |                  |                                                |
| 2 | «Епізод 2»  | Олег Борщевський | Ярослав Стень, Богдан Гациляк, Кирило Тимченко |
| Бій починається! Після несподіваного повернення колишнього чоловіка Оксани Василь користується нагодою, щоб налаштувати його проти її нового обранця.                     |             |                  |                                                |
| 3 | «Епізод 3»  | Олег Борщевський | Ярослав Стень, Богдан Гациляк, Кирило Тимченко |
| Галина підозрює, що між Тарасом, чоловіком Оксани, та Анастасією, дівчиною іншого Тараса, щось відбувається.                                                              |             |                  |                                                |
| 4 | «Епізод 4»  | Олег Борщевський | Ярослав Стень, Богдан Гациляк, Кирило Тимченко |
| Назарій планує повернути собі владу в Будинку культури. Ашот та Олька застосовують брудні прийоми, щоб потопити бізнес конкурента.                                        |             |                  |                                                |
| 5 | «Епізод 5»  | Олег Борщевський | Ярослав Стень, Богдан Гациляк, Кирило Тимченко |
| Назарій планує повернути собі владу в Будинку культури. Ашот та Олька застосовують брудні прийоми, щоб потопити бізнес конкурента.                                        |             |                  |                                                |
| 6 | «Епізод 6»  | Олег Борщевський | Ярослав Стень, Богдан Гациляк, Кирило Тимченко |
| Катя перетворюється на справжній головний біль для своїх батьків, оскільки хоче кращу кімнату для себе, Франсуа та їхньої дитини. Розгромлений Назарій шукає нову роботу. |             |                  |                                                |
| 7 | «Епізод 7»  | Олег Борщевський | Ярослав Стень, Богдан Гациляк, Кирило Тимченко |
| Таємний роман між підполковником Кулібабою та капітаном Дариною мобілізує весь відділ поліції та спричиняє низку пригод.                                                  |             |                  |                                                |
| 8 | «Епізод 8»  | Олег Борщевський | Ярослав Стень, Богдан Гациляк, Кирило Тимченко |
| Олька й Ашот намагаються використати доньку, щоб нашкодити «Діно-кафе» Андрія. Назарій робить останній крок у своєму плані повернути стару роботу.                        |             |                  |                                                |
| 9 | «Епізод 9»  | Олег Борщевський | Ярослав Стень, Богдан Гациляк, Кирило Тимченко |
| Що сталося вчора? Після шаленої вечірки Назарій прокидається поруч з Уляною. Ашот і два Тараси збираються разом, щоб поскаржитися на свої стосунки.                       |             |                  |                                                |
| 10 | «Епізод 10» | Олег Борщевський | Ярослав Стень, Богдан Гациляк, Кирило Тимченко |
| Катя шукає ідеальний дитячий візочок, і Олька вирішує схитрувати. Назарій засмучений, що Уляна переїде до нього.                                                          |             |                  |                                                |
| 11 | «Епізод 11» | Олег Борщевський | Ярослав Стень, Богдан Гациляк, Кирило Тимченко |
| Щоб бути ближче до Гаяне, Тарас переносить місце проведення своєї фотовиставки до Яблунівки. Франсуа намагається з’ясувати, хто стоїть за шахрайством у лікарні.          |             |                  |                                                |
| 12 | «Епізод 12» | Олег Борщевський | Ярослав Стень, Богдан Гациляк, Кирило Тимченко |
| Скептично налаштований Франсуа намагається викрити ймовірне шахрайство відомої цілительки Засіми. Ашот невтомно шукає особливу шоколадку для своєї дочки.                 |             |                  |                                                |
| 13 | «Епізод 13» | Олег Борщевський | Ярослав Стень, Богдан Гациляк, Кирило Тимченко |
| Отримавши підказку, підполковник Кулібаба проводить розслідування щодо масажного центру. Тим часом Назарій вигадує безглузді відмовки, щоб уникнути близькості з Уляною.  |             |                  |                                                |
| 14 | «Епізод 14» | Олег Борщевський | Ярослав Стень, Богдан Гациляк, Кирило Тимченко |
| Василь виступає проти того, щоб Галина запросила на день народження сусідів, і пропонує невеликі сімейні посиденьки. Невже Крижанівські залишаться осторонь?              |             |                  |                                                |
| 15 | «Епізод 15» | Олег Борщевський | Ярослав Стень, Богдан Гациляк, Кирило Тимченко |
| Готуючись до ролі у виставі, Назарій питає у Василя поради щодо Уляни. У Ольки є гучна ідея, як поховати «Діно-кафе», — установити караоке.                               |             |                  |                                                |
| 16 | «Епізод 16» | Олег Борщевський | Ярослав Стень, Богдан Гациляк, Кирило Тимченко |
| У родині Середюків ось-ось буде поповнення: Катя готується до пологів. Франсуа й Василь долають певні труднощі, доки чекають на народження малюка.                        |             |                  |                                                |
| 17 | «Епізод 17» | Олег Борщевський | Ярослав Стень, Богдан Гациляк, Кирило Тимченко |
| Катю дратують постійні зауваження Василя щодо її навичок із догляду за дитиною. З’являється загадкова жінка з минулого Андрія.                                            |             |                  |                                                |
| 18 | «Епізод 18» | Олег Борщевський | Ярослав Стень, Богдан Гациляк, Кирило Тимченко |
| Василь і Галина засмучуються, що батьки забирають Сергійка з міста, тож вони вигадують план. Назарій шукає вихід, адже переконаний — Уляна збирається за нього заміж.     |             |                  |                                                |
| 19 | «Епізод 19» | Олег Борщевський | Ярослав Стень, Богдан Гациляк, Кирило Тимченко |
| Нескінченна боротьба двох Тарасів розгорається з новою силою після втручання Василя. Олена показує своє справжнє обличчя та знаходить несподіваних союзників.             |             |                  |                                                |
| 20 | «Епізод 20» | Олег Борщевський | Ярослав Стень, Богдан Гациляк, Кирило Тимченко |
| Після розриву з Назарієм Уляна знаходить докази махінацій у Будинку культури. Спроба пожартувати над Тарасами вилазить Василю боком.                                      |             |                  |                                                |
| 21 | «Епізод 21» | Олег Борщевський | Ярослав Стень, Богдан Гациляк, Кирило Тимченко |
| Олена доручає Ашотові й Ольці поширити жахливі чутки про «Діно-кафе». Василь і Галина вдаються до хитрощів, щоб змусити Катю та Франсуа залишитися в місті.               |             |                  |                                                |
| 22 | «Епізод 22» | Олег Борщевський | Ярослав Стень, Богдан Гациляк, Кирило Тимченко |
| Намагаючись звільнитися від Уляни, Назарій платить іншому чоловікові, щоб той її спокусив. Підполковник Кулібаба прагне затримати відому зірку в Яблунівці.               |             |                  |                                                |
| 23 | «Епізод 23» | Олег Борщевський | Ярослав Стень, Богдан Гациляк, Кирило Тимченко |
| Переконання чи гроші? Ашот мусить зробити вибір: нашкодити Андрієві чи вчинити правильно. Галина наважується втілити ризикований задум, щоб утримати родину разом.        |             |                  |                                                |
| 24 | «Епізод 24» | Олег Борщевський | Ярослав Стень, Богдан Гациляк, Кирило Тимченко |
| Середюки вагаються: переїхати до Франції чи залишитися в Яблунівці. Назарій наостанок вдається до хитрощів. Оксана має обрати одного з Тарасів.                           |             |                  |                                                |